# مؤامرة (شيلر)

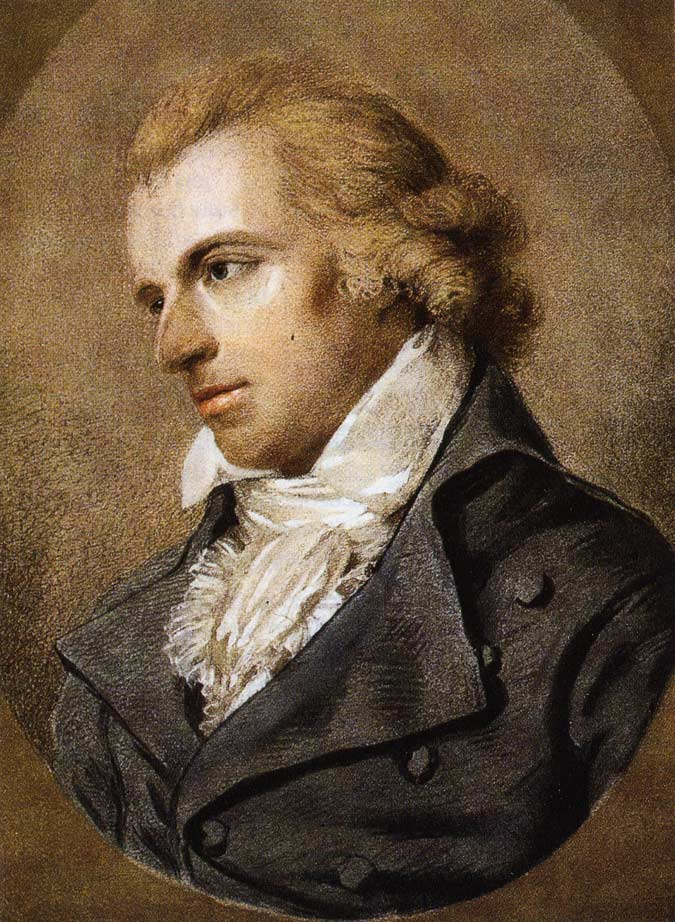
فريدرش شيلر

مؤامرة (العنوان الكامل:Die Verschwörung des Fiesco zu Genua) المسرحية الكاملة الثانية للكاتب المسرحي الألماني الكلاسيكي فريدريش شيلر، وهي تراجيديا جمهورية مبنية على المؤامرة التاريخية لجيوفاني لويجي فيشي ضد أندريا دوريا في جنوى في العام 1547. بدأ جوته تأليف المسرحية بعد العرض الأول في 1782 لمسرحيته الأولى «اللصوص» (1781). المسرحية تحتوي على 75 مشهد وعدد المشاهد فيها يفوق عدد مشاهد مسرحية غوته «جوتس فون برليشينجن» (1773) التي تتمتع بشعبية كبيرة. تم عرض المسرحية للمرة الأولى في عام 1783.

## وصلات خارجية
| - مؤامرة، على كومنز. - مؤامرة، على كتب جوجل. - مؤامرة، على مشروع جوتنبرج. - مؤامرة، على أرشيف الإنترنت. | - مؤامرة، على الفهرس العالمي. - مؤامرة، على مكتبة جامعة هارفارد. - مؤامرة، على موقع أمازون. - مؤامرة، على ويكي مصدر الألمانية (طبعة 1866). |  |